# Malleco versicolor
Malleco versicolor är en fjärilsart som beskrevs av Frederick H. Rindge 1971. Malleco versicolor ingår i släktet Malleco och familjen mätare. Inga underarter finns listade i Catalogue of Life.